# 浦安Dパーク
浦安Dパーク（うらやすディーパーク）は、千葉県浦安市にある浦安D-Rocksのホームグラウンド。ラグビー日本代表など、さまざまなチームの練習施設としても使われる。

## 概要
2024年10月現在。
敷地面積は38,010.37 m2で、天然芝グラウンド2面とサブグラウンド1面、2階建てのクラブハウスと屋内練習施設を持つ。クラブハウスの2階バルコニーは、数十人分の観客席としても使用可能。NTTファシリティーズ一級建築士事務所が設計。2023年に仮設観客席も設置した。
スタジアム施設ではないため、ジャパンラグビーリーグワンの公式戦では使用できない。浦安D-Rocksはホストグラウンドとして、2022-23シーズン・2023-24シーズンでは駒沢オリンピック公園総合運動場陸上競技場（東京都世田谷区）をメインに使用した。2024-25シーズンでは、首都圏のホストゲームとして秩父宮ラグビー場（東京都港区）を使用する。

## 沿革
2018年3月に、NTTコミュニケーションズ シャイニングアークスの練習拠点となる「NTTコミュニケーションズ アークス浦安パーク」として竣工。
2022年6月1日、NTTドコモ40%、NTTコミュニケーションズ40%、日本電信電話20%の出資比率でラグビー事業会社「株式会社NTT Sports X」が発足。NTTグループ内のチーム再編が行われ、NTTコミュニケーションズ シャイニングアークスは、7月26日から浦安D-Rocksへと継承された。これにより、施設名は「浦安Dパーク」となる。

## 施設利用
浦安D-Rocksが使用するほか、首都圏の練習拠点として、以下のように さまざまなチームが利用している。
- ラグビー日本代表[12][13][1][2]
- U20日本代表セレクション合宿[14]
- 高校日本代表候補[15]
- ニュージーランド学生代表[16]

## イベント
- 2022年11月、浦安D-Rocksとウェスタン・フォース（オーストラリア）との対戦[17]。
- ファミリーフェスタ 東京ベイ - 2024年6月、しかけ絵本『でんしゃごっこ』とのコラボ企画[18]
- D-Rocks SUMMER CAMP - 2024年8月、小学生・中学生を対象としたラグビーキャンプ[19][20]

## トピック
- 2024年9月から、複数メーカーの自動走行ロボットと 自動走行ロボット管制サービス「RobiCo」を導入し、施設管理・運営を行う取り組みを開始[21][22]。

## 交通
東京ベイシティ交通の路線バス
- JR京葉線新浦安駅（南口）から「系統19番 東京学館前・高洲四丁目経由 高洲海浜公園行」で「浦安南高校・特養ホーム前」降車。